# Marguerite Houston
Marguerite Houston (Brisbane, 11 de julio de 1981) es una deportista australiana que compitió en remo.
Ganó cuatro medallas en el Campeonato Mundial de Remo entre los años 2002 y 2007. Participó en los Juegos Olímpicos de Pekín 2008, ocupando el octavo lugar en la prueba de doble scull ligero.

## Palmarés internacional
| Campeonato Mundial | Campeonato Mundial | Campeonato Mundial | Campeonato Mundial  |
| Año                | Lugar              | Medalla            | Prueba              |
| ------------------ | ------------------ | ------------------ | ------------------- |
| 2002               | Sevilla (España)   | Medalla de oro     | Cuatro scull ligero |
| 2003               | Milán (Italia)     | Medalla de bronce  | Cuatro scull ligero |
| 2006               | Eton (Reino Unido) | Medalla de plata   | Doble scull ligero  |
| 2007               | Múnich (Alemania)  | Medalla de oro     | Doble scull ligero  |